# Aeropuerto Internacional Bandaranaike
El Aeropuerto Internacional Bandaranaike (también conocido como Aeropuerto Internacional Katunayake) (IATA: CMB, OACI: VCBI) es uno de los tres aeropuertos internacionales de Sri Lanka y sirve a su capital, Colombo. Los otros dos son el Aeropuerto Ratmalana, también en Colombo, y el Aeropuerto Internacional Mattala Rajapaksa, en la ciudad sureña de Hambantota.
El Aeropuerto Internacional Bandaranaike está localizado en Katunayake, 35 km al norte de Colombo. Está gestionado por Airport and Aviation Services (Sri Lanka) Ltd. Es la base de operaciones de SriLankan Airlines, la aerolínea nacional de Sri Lanka.

## Historia
El aeropuerto comenzó como una base de la Real Fuerza Aérea británica durante la Segunda Guerra Mundial, la RAF Negombo. En 1957, cuando Solomon Bandaranaike expulsó todas las bases militares británicas de Sri Lanka (Ceilán), la base fue gestionada por la Real fuerza aérea de Ceilán (RCyAF) y renombrada como Katunayake. Parte del aeropuerto continúa todavía en manos de la fuerza aérea.
En 1964, Anil Moonesinghe, el ministro de comunicaciones, comenzó la construcción de un nuevo aeropuerto internacional para reemplazar el de Ratmalana, con ayuda canadiense. El aeropuerto quedó concluido en 1967 y Air Ceylon, la aerolínea de bandera, comenzó sus vuelos internacionales desde él utilizando un Hawker Siddeley Trident y alquiló un British Aircraft Corporation (BAC) VC-10 de British Overseas Airways Corporation (BOAC). El aeropuerto fue también durante un breve periodo una base de operaciones de Trans World Airlines (TWA) . 

En 1970 fue bautizado como Aeropuerto Internacional Bandaranaike (BIA), en honor al antiguo primer ministro de Sri Lanka. En 1977 fue renombrado como Aeropuerto Internacional Katunayake, pero en 1995 regresó a su nombre de Aeropuerto Internacional Bandaranaike.
Los proyectos de ampliación se fueron aplicando al aeropuerto internacional Bandaranayake. Un embarcadero con ocho fingers fue abierto en noviembre de 2005, el primero de su tipo en Sri Lanka. 
El 7 de mayo de 2007 el gobierno de Sri Lanka decidió mover la mayoría de aviones militares del espacio aéreo del aeropuerto a la base de Hingurakgoda, allanando el camino a un mayor número de operaciones civiles.

## El futuro
El aeropuerto está reasfaltando la pista de aterrizaje. 
Los proyectos para el futuro incluyen una segunda pista para atender al Airbus A380, el mayor avión comercial del mundo, ocho puertas de embarque más, una terminal doméstica, un aparcamiento de cinco pisos, y un hotel de cinco estrellas junto al aeropuerto. También se crearon nuevas vías de aproximación al aeropuerto.

## Aerolíneas y destinos

### Destinos nacionales
| Aerolíneas         | Destinos |
| ------------------ | --- |
| Cinnamon Air       | Batticaloa, Bentota, Dikwella, Hambantota, Koggala, Nuwara Eliya, Sigiriya, Trincomalee Charter: Jaffna, Vavuniya |
| Millenium Airlines | Charter: Anuradhapura, Batticaloa, Hambantota, Jaffna, Koggala, Sigiriya, Trincomalee                             |

### Destinos internacionales
| Ciudades por países    | Nombre del aeropuerto                          | Aerolíneas                                   | Aeronaves       | Frecuencias semanales |        |
| África                 | África                                         | África                                       | África          | África                | África |
| ---------------------- | ---------------------------------------------- | -------------------------------------------- | --------------- | --------------------- | ------ |
| Seychelles             |                                                |                                              |                 |                       |        |
| Mahé                   | Aeropuerto Internacional de Seychelles         | Air Seychelles                               | A320-251N       |                       |        |
| Asia                   |                                                |                                              |                 |                       |        |
| Arabia Saudita         |                                                |                                              |                 |                       |        |
| Dammam                 | Aeropuerto Internacional Rey Fahd              | SriLankan Airlines                           | A3xx            |                       |        |
| Riad                   | Aeropuerto Internacional Rey Khalid            | SriLankan Airlines                           | A3xx            |                       |        |
| Yida                   | Aeropuerto Internacional Rey Abdulaziz         | SriLankan Airlines                           | A3xx            |                       |        |
| Baréin                 |                                                |                                              |                 |                       |        |
| Manama                 | Aeropuerto Internacional de Baréin             | Gulf Air                                     |                 |                       |        |
| Bangladés              |                                                |                                              |                 |                       |        |
| Dacca                  | Aeropuerto Internacional Zia                   | SriLankan Airlines                           | A3xx            |                       |        |
| China                  |                                                |                                              |                 |                       |        |
| Chengdú                | Aeropuerto Internacional de Chengdú-Tianfu     | Air China                                    |                 |                       |        |
| Chongqing              | Aeropuerto Internacional de Chongqing Jiangbei | Chongqing Airlines                           | A3xx            |                       |        |
| Guangzhou              | Aeropuerto Internacional de Cantón-Baiyun      | SriLankan Airlines                           | A3xx            |                       |        |
| Kunming                | Aeropuerto Internacional de Kunming-Changshui  | China Eastern Airlines                       |                 |                       |        |
| Pekín                  | Aeropuerto Internacional de Pekín-Daxing       | SriLankan Airlines                           | A3xx            |                       |        |
| Shanghái               | Aeropuerto Internacional Pudong                | China Eastern Airlines SriLankan Airlines    | A3xx            |                       |        |
| Corea del Sur          |                                                |                                              |                 |                       |        |
| Seúl                   | Aeropuerto Internacional de Incheon            | SriLankan Airlines                           | A3xx            |                       |        |
| Emiratos Árabes Unidos |                                                |                                              |                 |                       |        |
| Abu Dabi               | Aeropuerto Internacional de Abu Dabi           | Etihad Airways SriLankan Airlines            | A3xx            |                       |        |
| Dubái                  | Aeropuerto Internacional de Dubái              | Emirates flydubai SriLankan Airlines         | B737 A3xx       |                       |        |
| Sharjah                | Aeropuerto Internacional de Sharjah            | Air Arabia                                   | A32x            |                       |        |
| Hong Kong              |                                                |                                              |                 |                       |        |
| Hong Kong              | Aeropuerto Internacional de Hong Kong          | Cathay Pacific                               |                 |                       |        |
| India                  |                                                |                                              |                 |                       |        |
| Bangalore              | Aeropuerto Internacional de Bangalore          | IndiGo Airlines SriLankan Airlines           | A3xx            |                       |        |
| Benarés                | Aeropuerto Internacional Lal Bahadur Shastri   | Air India (Estacional)                       |                 |                       |        |
| Bombay                 | Aeropuerto Internacional Chhatrapati Shivaji   | SriLankan Airlines Vistara                   | A3xx A32x-251N* |                       |        |
| Chennai                | Aeropuerto Internacional de Chennai            | Air India IndiGo Airlines SriLankan Airlines | A3xx            |                       |        |
| Hyderabad              | Aeropuerto Internacional Rajiv Gandhi          | SriLankan Airlines                           | A3xx            |                       |        |
| Kochi                  | Aeropuerto Internacional de Cochin             | SriLankan Airlines                           | A3xx            |                       |        |
| Madurai                | Aeropuerto de Madurai                          | SriLankan Airlines                           | A3xx            |                       |        |
| Nueva Delhi            | Aeropuerto Internacional Indira Gandhi         | Air India SriLankan Airlines                 | A3xx            |                       |        |
| Thiruvananthapuram     | Aeropuerto Internacional de Trivandrum         | SriLankan Airlines                           | A3xx            |                       |        |
| Tiruchirapalli         | Aeropuerto Internacional de Tiruchirapalli     | SriLankan Airlines                           | A3xx            |                       |        |
| Japón                  |                                                |                                              |                 |                       |        |
| Tokio                  | Aeropuerto Internacional de Narita             | SriLankan Airlines                           | A3xx            |                       |        |
| Kuwait                 |                                                |                                              |                 |                       |        |
| Ciudad de Kuwait       | Aeropuerto Internacional de Kuwait             | Jazeera Airways SriLankan Airlines           | A32x A3xx       |                       |        |
| Malasia                |                                                |                                              |                 |                       |        |
| Kuala Lumpur           | Aeropuerto Internacional de Kuala Lumpur       | AirAsia Malaysia Airlines SriLankan Airlines | A3xx            |                       |        |
| Maldivas               |                                                |                                              |                 |                       |        |
| Gan                    | Aeropuerto Internacional de Gan                | SriLankan Airlines                           | A3xx            |                       |        |
| Malé                   | Aeropuerto Internacional de Malé               | Emirates Gulf Air SriLankan Airlines         | A3xx            |                       |        |
| Omán                   |                                                |                                              |                 |                       |        |
| Mascate                | Aeropuerto Internacional de Seeb               | SalamAir                                     | A32x-251N*      |                       |        |
| Singapur               |                                                |                                              |                 |                       |        |
| Singapur               | Aeropuerto Internacional de Singapur           | Singapore Airlines SriLankan Airlines        | A3xx            |                       |        |
| Tailandia              |                                                |                                              |                 |                       |        |
| Bangkok                | Aeropuerto Internacional Don Mueang            | Thai AirAsia                                 | A32x            |                       |        |
| Bangkok                | Aeropuerto Internacional Suvarnabhumi          | SriLankan Airlines Thai Airways              | A3xx            |                       |        |
| Europa                 |                                                |                                              |                 |                       |        |
| Alemania               |                                                |                                              |                 |                       |        |
| Frankfurt              | Aeropuerto Internacional de Frankfurt          | SriLankan Airlines                           | A3xx            | `                     |        |
| Francia                |                                                |                                              |                 |                       |        |
| París                  | Aeropuerto de París-Charles de Gaulle          | SriLankan Airlines                           | A3xx            |                       |        |
| Reino Unido            |                                                |                                              |                 |                       |        |
| Londres                | Aeropuerto de Londres-Heathrow                 | SriLankan Airlines                           | A3xx            |                       |        |
| Rusia                  |                                                |                                              |                 |                       |        |
| Moscú                  | Aeropuerto Internacional de Moscú-Sheremétievo | Aeroflot                                     |                 |                       |        |
| Moscú                  | Aeropuerto Internacional de Moscú-Vnúkovo      | Azur Air (Chárter estacional)                |                 |                       |        |
| Turquía                |                                                |                                              |                 |                       |        |
| Estambul               | Aeropuerto de Estambul                         | Turkish Airlines (directo o vía MLE)         |                 |                       |        |
| Oceanía                |                                                |                                              |                 |                       |        |
| Australia              |                                                |                                              |                 |                       |        |
| Melbourne              | Aeropuerto Internacional Tullamarine           | SriLankan Airlines                           | A3xx            |                       |        |
| Sídney                 | Aeropuerto Internacional Kingsford Smith       | SriLankan Airlines                           | A3xx            |                       |        |

### Carga
- Aero Lanka Cargo |Dubái, Malé, Trivandrum (chárter)
- Expo Aviation Cargo |Calcuta, Karachi, Lahore, Malé
- Qatar Cargo |Chennai, Doha
- Sri Lankan Cargo |Abu Dhabi, Baréin, Bangalore, Bangkok-Suvarnabhumi, Pekín-Capital, Calcuta, Madrás, Cochin, Coimbatore, Dammam, Delhi, Doha, Dubái, Frankfurt, Goa, Hong Kong, Hyderabad, Yakarta (desde invierno de 2009), Yeda, Karachi, Kuala Lumpur, Kuwait, Londres-Heathrow, Malé, Bombay, Mascate, París-Charles de Gaulle, Riad, Roma-Fiumicino, Singapur, Tokio-Narita, Trichy, Trivandrum
- Transmile Air Services |Kuala Lumpur, Penang (chárter)

## Estadísticas
Ver fuente y consulta Wikidata.

## SLAF Katunayake
En 1956 con la salida de la RAF de la base RAF Negombo, la Real Fuerza Aérea de Ceilán tomó el control de esta y la renombró como base Katunayake. Con la construcción del Aeropuerto Internacional Bandaranaike, se ocupó la mayoría de la base aérea. Sin embargo la fuerza aérea de Sri Lanka permaneció en él y amplió su base aérea en los aledaños del aeropuerto internacional. En este momento es la mayor base de la SLAF del país y es base de algunos escuadrones aéreos así como de unidades de tierra. El hospital de la fuerza aérea también está situado en SLAF Katunayake.
En marzo de 2001, en el 50 aniversario de la base de la fuerza aérea de Sri Lanka fue presentada con los colores presidenciales.

### Escuadrones hospedados
- Escuadrón de helicópteros (vip) n.º 4
- Escuadrón 5 de aviones de la SLAF
- Escuadrón 10 de cazas de la SLAF
- Escuadrón 12 de la SLAF
- Escuadrón 4 de la SLAF

## Incidentes en el aeropuerto internacional Bandaranaike
- 3 de mayo de 1986 - Durante un proceso de carga de la Liberación tigres de Tamil Eelam (LTTE o Tamil Tigres), una bomba en un Air Lanka (ahora SriLankan Airlines) operado por un Lockheed L-1011 TriStar de la serie 100 explotó mientras los pasajeros estaban embarcando para efectuar un vuelo corto a Malé, en las Maldivas. 14 pasajeros murieron, y el avión quedó inservible.[3]

- 24 de marzo de 2000 - Un Antonov 12BK que operaba para la aerolínea carguera Sky Cabs se estrelló al quedarse sin combustible. Se desplomó sobre dos casas matando a cuatro personas en tierra y a seis de los ocho miembros de la tripulación que viajaban a bordo.[3]

- 24 de julio de 2001 - Ataque en el aeropuerto de Bandaranaike. 14 miembros del escuadrón terrorista suicida LTTE Black Tiger se infiltraron en la base aérea Katunayake, destruyendo ocho aviones militares que estaban estacionados en plataforma. Luego se dirigieron al aeropuerto civil, destruyendo dos aviones Airbus y dañando otros tres. Siete miembros del gobierno murieron.[3]

- 4 de febrero de 2004 - Un Ilyushin 18D de carga que operaba para Phoenix Aviation y fletado para la compañía de carga de Sri Lankan Expo Aviation aterrizó en Colombo en un vuelo desde Dubái. Sin embargo, el copiloto caló mal el altímetro y las ruedas impactaron con la superficie del mar, a 10.7 kilómetros del inicio de pista. Un aviso de tierra sonó cuando el avión estaba a 50 m de tierra.[3]

- 8 de septiembre de 2005 - Mientras un Boeing 747 de Saudi Arabian Airlines rodaba para despegar en un vuelo internacional de Colombo a Yeda, Arabia Saudí, los controladores recibieron una llamada anónima avisando de la presencia de una bomba en el avión. La tripulación fue avisada y se llevó a cabo una evacuación de emergencia. Como resultado de la evacuación, hubo 62 heridos de los 420 pasajeros y 22 miembros de la tripulación. Uno de los pasajeros murió a consecuencia de las heridas producidas durante la evacuación y 17 pasajeros tuvieron que ser hospitalizados. No se encontró ningún artefacto explosivo en la inspección posterior.[4]

- 25 de marzo de 2007 - A las 00:45 UTC los Tamil Tigers bombardearon la base de la fuerza aérea de Sri Lanka anexa al aeropuerto internacional. Tres miembros de la fuerza aérea murieron y 16 resultaron heridas cuando las pequeñas avionetas arrojaron las dos bombas, aunque ningún avión resultó dañado.[5] Los pasajeros a bordo de aviones fueron desembarcados y fueron conducidos a un lugar seguro, mientras que otros que intentaban llegar al aeropuerto tuvieron que dar la vuelta y se cerraron las carreteras. El aeropuerto fue cerrado temporalmente tras el accidente, pero se regresó a la normalidad a las 03:30.[6]